# Stephen Glass (calciatore)
Stephen Glass (Dundee, 23 maggio 1976) è un allenatore di calcio ed ex calciatore scozzese, di ruolo centrocampista.

## Statistiche

### Cronologia presenze e reti in nazionale
| Cronologia completa delle presenze e delle reti in nazionale ― Scozia | Cronologia completa delle presenze e delle reti in nazionale ― Scozia | Cronologia completa delle presenze e delle reti in nazionale ― Scozia | Cronologia completa delle presenze e delle reti in nazionale ― Scozia | Cronologia completa delle presenze e delle reti in nazionale ― Scozia | Cronologia completa delle presenze e delle reti in nazionale ― Scozia | Cronologia completa delle presenze e delle reti in nazionale ― Scozia | Cronologia completa delle presenze e delle reti in nazionale ― Scozia |
| Data                                                                  | Città                                                                 | In casa                                                               | Risultato                                                             | Ospiti                                                                | Competizione                                                          | Reti                                                                  | Note                                                                  |
| --------------------------------------------------------------------- | --------------------------------------------------------------------- | --------------------------------------------------------------------- | --------------------------------------------------------------------- | --------------------------------------------------------------------- | --------------------------------------------------------------------- | --------------------------------------------------------------------- | --------------------------------------------------------------------- |
| 14-10-1998                                                            | Aberdeen                                                              | Scozia                                                                | 2 – 1                                                                 | Fær Øer                                                               | Qual. Euro 2000                                                       | -                                                                     | 79’                                                                   |
| Totale                                                                |                                                                       | Presenze                                                              | 1                                                                     |                                                                       | Reti                                                                  | 0                                                                     |                                                                       |

### Statistiche da allenatore
Statistiche aggiornate al 1º agosto 2021.
| Stagione        | Squadra         | Campionato      | Campionato | Campionato | Campionato | Campionato | Coppe nazionali | Coppe nazionali | Coppe nazionali | Coppe nazionali | Coppe nazionali | Coppe continentali | Coppe continentali | Coppe continentali | Coppe continentali | Coppe continentali | Altre coppe | Altre coppe | Altre coppe | Altre coppe | Altre coppe | Totale | Totale | Totale | Totale | % Vittorie | Piazzamento |
| Stagione        | Squadra         | Comp            | G          | V          | N          | P          | Comp            | G               | V               | N               | P               | Comp               | G                  | V                  | N                  | P                  | Comp        | G           | V           | N           | P           | G      | V      | N      | P      | %          | Piazzamento |
| --------------- | --------------- | --------------- | ---------- | ---------- | ---------- | ---------- | --------------- | --------------- | --------------- | --------------- | --------------- | ------------------ | ------------------ | ------------------ | ------------------ | ------------------ | ----------- | ----------- | ----------- | ----------- | ----------- | ------ | ------ | ------ | ------ | ---------- | ----------- |
| lug.-dic. 2020  | Atlanta United  | MLS             | 18         | 4          | 4          | 10         | -               | -               | -               | -               | -               | CCL                | -                  | -                  | -                  | -                  | -           | -           | -           | -           | -           | 18     | 4      | 4      | 10     | 22,22      | Sub. 23°    |
| mar.-giu. 2021  | Aberdeen        | SPL             | 5          | 2          | 1          | 2          | SC+CdL          | 3+0             | 1               | 1               | 1               | UEL                | -                  | -                  | -                  | -                  | -           | -           | -           | -           | -           | 8      | 3      | 2      | 3      | 37,50      | Sub. 4°     |
| 2021-2022       | Aberdeen        | SPL             | 0          | 0          | 0          | 0          | SC+CdL          | 0+0             | 0               | 0               | 0               | UECL               | 0                  | 0                  | 0                  | 0                  | -           | -           | -           | -           | -           | 0      | 0      | 0      | 0      | —          | in corso    |
| Totale Aberdeen | Totale Aberdeen | Totale Aberdeen | 5          | 2          | 1          | 2          |                 | 3               | 1               | 1               | 1               |                    | 0                  | 0                  | 0                  | 0                  |             | -           | -           | -           | -           | 8      | 3      | 2      | 3      | 37,50      |             |
| Totale carriera | Totale carriera | Totale carriera | 23         | 6          | 5          | 12         |                 | 3               | 1               | 1               | 1               |                    | 0                  | 0                  | 0                  | 0                  |             | -           | -           | -           | -           | 26     | 7      | 6      | 13     | 26,92      |             |

## Palmarès

### Giocatore

#### Competizioni nazionali
- Coppa di Lega scozzese: 1

Aberdeen: 1995-1996